# Et puis nous danserons
Pour plus de détails, voir Fiche technique et Distribution.
Et puis nous danserons (And Then We Danced) est un film dramatique franco-géorgeo-suédois écrit, réalisé et monté par Levan Akin, sorti en 2019. Il s’agit du premier long métrage LGBT en Géorgie.
Il est sélectionné et présenté dans la « Quinzaine des réalisateurs » au festival de Cannes en mai 2019.

## Synopsis
Merab est un jeune danseur de danse traditionnelle géorgienne à l'Ensemble National de Géorgie avec Mary, sa partenaire et petite amie, et David, son frère délinquant. Un jour, leur répétition est interrompue par l'arrivée d'Irakli, un danseur remplaçant. Bien que son attitude rebelle dérange quelques élèves ainsi qu'Aleko, leur professeur, il se révèle être très talentueux et remplace Merab dans une des parties de la chorégraphie, qu'Aleko a critiqué pour n'être pas assez masculin. Merab est d'abord jaloux du talent d'Irakli, mais un matin, ils répètent ensemble et forment une amitié. Ils apprennent qu'une place est disponible dans la troupe principale de l'Ensemble. Mary leur annonce que l'ancien danseur a été vu en pleine relation avec un homme : il a été battu par ses partenaires, viré, envoyé dans un monastère par ses parents pour être soigné mais s'en est échappé après avoir été abusé sexuellement par un moine, et a depuis recours à la prostitution pour survivre car sa famille ne veut plus le recevoir.
Merab rend visite à son père, qui, comme sa mère, faisaient partie de l'Ensemble National. Son père l'implore d'abandonner sa passion et d'aller à l'école, lui disant qu'il n'y a pas d'avenir pour les danseurs en Géorgie et qu'Aleko déteste leur famille. L'amitié de Merab et Irakli grandit et Merab tombe peu à peu amoureux. Pendant un voyage entre amis chez le père de Mary, Merab et Irakli succombent à leur attraction mutuelle et font l'amour : même s'ils restent discrets, Mary soupçonne leurs sentiments. Même s'ils ne parlent pas de leur relation, Merab danse pour Irakli pour lui communiquer ses sentiments.
Quand le groupe rentre en ville, Irakli disparaît et Merab n'arrive pas à le contacter. Après plusieurs répétitions manquées, David arrive dans la salle de répétition mais se fait virer par Aleko pour ses absences et son comportement. Merab parvient à lui trouver un emploi dans le restaurant où il travaille à temps partiels, mais ils se font tous les deux virer quand le directeur apprend que David vend de la drogue.
Merab, découragé et désespéré de ne plus voir Irakli, Merab lie une amitié avec un gigolo qui l'emmène dans un bar gay. Cependant, il est vu à la sortie du bar par Luka, un autre danseur. Le lendemain, Merab, encore ivre, se foule la cheville lors de la répétition. Alors que Mary le soigne, il reçoit un appel d'Irakli qui lui dit qu'il est reparti dans sa ville natale pour s'occuper de son père malade et qu'il ne pourra pas auditionner. Aleko déconseille à Merab d'auditionner à cause de sa cheville et de son comportement. Il est raillé par Luka et Mary lui dit de faire attention pour ne pas finir comme l'ancien danseur de la compagnie.
Merab apprend que David se marie car une fille avec qui il a eu une relation est enceinte. Lors du mariage, Merab voir Irakli dans la foule. Même si Merab est heureux de le voir, Irakli lui dit qu'il doit quitter la ville et arrêter la danse : son père est mort et il s'est fiancé à une fille pour subvenir aux besoins de sa mère. Le cœur brisé, Merab quitte la réception et tombe en larmes dans les bras de Mary. Chez lui, il est réconforté par David qui lui avoue s'être battu contre les danseurs pour défendre son honneur. Merab lui avoue son homosexualité et David l'accepte en lui disant de quitter la Géorgie pour vivre en paix.
Le jour de l'audition, Mary vient encourager Merab. Ce dernier danse passionnément malgré sa cheville, mais est bafoué par le juré. Merab continue cependant de danser en mélangeant la danse géorgienne avec un style plus androgyne : le juré, furieux, quitte la salle tandis qu'Aleko continue de le regarder. Il finit sa danse, fait une révérence et part.

## Fiche technique
Sauf indication contraire, les informations mentionnées dans cette section peuvent être confirmées par la base de données cinématographiques IMDb,  présente dans la section « Liens externes ».
- Titre original : And Then We Danced
- Titre français : Et puis nous danserons
- Réalisation et scénario : Levan Akin
- Direction artistique : Teo Baramidze
- Décors : Sulejmen Peljto
- Costumes : Nini Jincharadze
- Photographie : Lisabi Fridell
- Son : Beso Kacharava
- Montage : Levan Akin et Simon Carlgren
- Musique : Zviad Mgebry et Ben Wheeler
- Production : Ketie Danelia et Mathilde Dedye

Production déléguée : Ludvig Andersson et Mattias Sandström
Coproduction : Julien Féret
- Sociétés de production : French Quarter Film et Takes Film ; Ama Productions, Inland Film et RMV Film (coproductions)
- Sociétés de distribution : TriArt (Suède) ; ARP Sélection (France), Cinemien be (Belgique), Cineworx (Suisse romande)
- Pays d’origine :  Suède /  Géorgie /  France
- Langue originale : géorgien
- Format : couleur
- Genre : drame
- Durée : 106 minutes
- Dates de sortie :
  - France : 16 mai 2019 (Festival de Cannes) ; 6 novembre 2019 (sortie nationale)
  - Suède : 13 septembre 2019

## Distribution
- Levan Gelbakhiani : Merab
- Bachi Valishvili : Irakli
- Ana Javakishvili : Mary
- Giorgi Tsereteli : David
- Tamar Bukhnikashvili : Teona
- Marika Gogichaishvili : la grand-mère Nona
- Kakha Gogidze : Aleko
- Levan Gabrava : Luka
- Ana Makharadze : Sopo
- Nino Gabisoniae : Ninutsa
- Mate Khidasheli : Mate
- Aleko Begalishvili : Ioseb
- Saba Abashidze : Vakhtang
- Soso Abramishvili : Shalva
- Davit Abuladze : le père de Mary

## Production
D’origine géorgienne et résidant en Suède, le réalisateur-scénariste Levan Akin s’inspire « d’une Pride où des jeunes gens courageux qui tentaient en vain de défiler ont été attaqués par une foule de milliers de personnes, une attaque qui était organisée par l’Église orthodoxe », dont il était témoin en 2013,.  
Levan Akin découvre Levan Gelbakhiani, lui-même danseur, sur Instagram et rencontre Bachi Valishvili lors de l’audition.
Le tournage a lieu à Tbilissi, la capitale de Géorgie,. L'équipe a du prétendre tourner sur un autre sujet, et a fait face à des menaces de morts une fois le vrai sujet connu par certains habitants.

## Accueil

### Festival et sorties
En mai 2019, le film est sélectionné et présenté dans la « Quinzaine des réalisateurs » au festival de Cannes; en juillet, il est présenté au festival international du film d'Odessa et y obtient deux prix, dont celui de la meilleure interprétation pour Levan Gelbakhiani et le grand prix du meilleur film pour Levan Akin; en août, il est sélectionné à la cérémonie des Oscars — qui aura lieu en février 2020 à Los Angeles — dans la catégorie du meilleur film international,.
Il sort le 13 septembre 2019 en Suède, le 4 novembre en Belgique, le 6 novembre en France et le 8 novembre à Batoumi et Tbilissi en Géorgie.

### Critiques
L'agrégateur de critiques Rotten Tomatoes recense un taux d'approbation de 93 % sur la base de 14 critiques, avec une note moyenne de 7,9⁄10.
En France, sur Allociné, il obtient une note moyenne de 4⁄5 avec 72 notes dont 9 critiques.
Alexis Campion du Journal du dimanche voit ce film « bien documenté sur la danse traditionnelle du pays —  très physique et spectaculaire, le scénario est également riche en personnages secondaires, accrocheurs et révélateurs d’un milieu singulier où le nationalisme est vivace ». Marine Quinchon des Fiches du cinéma rassure que « si le scénario est très classique, la mise en scène des séquences de danse et d’amour emporte le morceau ». Louis Guichard du Télérama souligne « une magnifique révélation ».

### Polémique
Des partis d'extrême droite géorgiens tentent d’empêcher la sortie du film dans le pays. L’Église dénonce un « affront aux valeurs traditionnelles » du pays. Sandro Bregadzé, ancien député du parti au pouvoir, a notamment averti que le groupe nationaliste qu'il dirige, Marche géorgienne, allait s'opposer à la projection du film, le qualifiant de « propagande de la sodomie ». Levan Vasadzé, homme d'affaires proche de groupes d'extrême droite, a, de son côté, affirmé que ses partisans « entreront dans les salles des six cinémas de Tbilissi pour éteindre les projecteurs »,,. Le film est retiré des cinémas trois jours après sa sortie en Géorgie à la suite des pressions.

## Distinctions

### Récompenses
- Festival international du film de Chicago 2019 : Gold Hugo du meilleur film
- Festival du nouveau cinéma de Montréal 2019 : Peace Award pour Levan Akin
- Festival international du film d'Odessa 2019 :
  - Meilleure interprétation pour Levan Gelbakhiani
  - Grand prix du meilleur film pour Levan Akin
- Festival du film de Sarajevo 2019 : Meilleur acteur pour Levan Gelbakhiani[19]
- Festival international du film de Minsk Listapad 2019 : Meilleur acteur pour Levan Gelbakhiani[20]

### Nominations
- Festival de Cannes 2019 :
  - « Quinzaine des réalisateurs »
  - Queer Palm
- Festival international du film de Melbourne 2019 : Prix public du meilleur film

### Documentation
- Dossier de presse Et puis nous danserons